# Kačer Howard
Kačer Howard (v anglickém originále Howard the Duck) je americký komediální sci-fi film z roku 1986, který natočil Willard Huyck podle komiksových příběhů o Howardu the Duckovi. Jedná se o první celovečerní snímek, který je adaptací komiksu vydavatelství Marvel Comics. Do amerických kin byl tento film, jehož rozpočet činil 37 milionů dolarů, uveden 1. srpna 1986, přičemž celosvětově utržil 37 962 774 dolarů. Snímek získal čtyři Zlaté maliny v kategoriích Nejhorší film (společně s Under the Cherry Moon), Nejhorší scénář, Nejhorší nová hvězda („šest chlapců a děvčat v kachním převleku“) a Nejhorší vizuální efekty.

## Příběh
Sedmadvacetiletý Howard T. Duck žije na planetě podobné Zemi, avšak obývané antropomorfními kachnami. Ze svého bytu je náhle vytažen záhadnou silou a proletí vesmírným prostorem až na Zemi, kde přistane v Clevelandu. Zde se seznámí s hudebnicí Beverly Switzlerovou a jejím kamarádem, vědcem Philem Blumberttem, o kterém si dívka myslí, že dokáže pomoci Howardovi vrátit se do svého světa.

## Obsazení
- Lea Thompson jako Beverly Switzlerová
- Jeffrey Jones jako doktor Walter Jenning
- Tim Robbins jako Phil Blumburtt
- Ed Gale jako Howard T. Duck
- Chip Zien jako hlas Howarda T. Ducka
- Paul Guilfoyle jako poručík Welker
- Tommy Swerdlow jako Ginger Moss
- v roli Howarda T. Ducka se představili i další herci, kteří také ztvárnili další kachny:
  - Tim Rose
  - Steve Sleap
  - Peter Baird
  - Mary Wells
  - Lisa Sturz